# Umri muški 2
Umri muški 2 (eng. Die Hard 2) je drugi nastavak filmskog akcijskog serijala Umri muški s  Bruceom Willisom u ulozi policijskog detektiva Johna McClanea.
McLane čeka suprugu na aerodromu Dulles u Washingtonu kad teroristi preuzimaju aerodrom. McLane mora spriječiti teroriste u njihovoj namjeri prije nego avion njegove supruge, i nekolicina drugih letova koji kruže iznad aerodroma, ne ostanu bez goriva i sruše se.
Film je temeljen na romanu Waltera Wagnera, 58 Minutes. Radnja romana je slična filmu: policajac mora spriječiti teroriste koji su zauzeli aerodrom dok mu žena kruži u avionu iznad. Ima 58 minuta prije nego što se avion sruši.
Uz veliki uspjeh originala, film je bio financijski pogodak te je zaradio relativno pozitivne kritike. Roger Ebert, iako je prigovorio zbog nekih pogrešaka u radnji, opisao je film kao "strašnu zabavu".

## Radnja
Radnja počinje na Badnjak 1990., točno godinu dana nakon događaja iz prvog filma. (U jednom trenutku McClane spominje kako se našao u sličnoj situaciji s teroristima 'lani'). John McClane, sada policajac iz Los Angelesa, nakon pomirenja sa svojom suprugom Holly Gennaro McClane, na aerodromu u Washingtonu čeka njezin povratak iz  Kalifornije (čini se kako njezini roditelji žive u Washingtonu). Postaje sumnjičav nakon što je ugledao grupu muškaraca, obučenih u vojne uniforme, kako nose paket i nestaju u zabranjenom području, odjelu za utovar prtljage. Počinje ih slijediti, a okršaj počinje kad je McLane ubio jednog od muškaraca, ali ostali uspijevaju pobjeći.
McClane traži upravitelja aerodroma, tvrdoglavog kapetana Lorenza, koji odbacuje sumnje i kaže McClaneu kako to "huligani kradu prtljagu". Međutim, McClane mu se suprotstavlja rekavši kako je jedan od njih nosio Glock 7, rijetki porculanski pištolj dizajniran kako bi prošao kroz detektor metala, nešto što obični lopovi ne bi imali. (U stvarnosti, takvo oružje uopće ne postoji). McClane počinje vlastitu istragu. Uzima otiske prstiju plaćenika kojeg je ubio i faksom ih pošalje Alu Powellu (svom partneru iz prvog filma) kako bi proveo kroz baze podataka, uključujući i Interpolovu. Ispada da je vojnik mrtav, što je krivotvorio kako bi stvorio lažni identitet. McClane počinje sumnjati kako je čovjek dio plana kako zauzeti zračnu luku.
Kako se vremenske prilike pogoršavaju, okrutni vojni časnik, pukovnik Stuart, planira kako će zadržati avione, njihove putnike i posadu u zraku dok ne dočeka despotskog generala iz Srednje Amerike, Esperanzu, koji dolazi na aerodrom nakon uhićenja u vlastitoj zemlji. Stuartova ekipa uspijeva se ušuljati u aerodrom kako bi postavila odašiljač koji će nadzirati sve dolaske aviona na aerodrom Dulles. Osim toga, Stuart je postavio svoju bazu u obližnjoj crkvi, okrenutoj točno prema kontrolnom tornju.
McClane se potajno uvlači u toranj kako bi razgovarao direktno sa šefom kontrole zračnog prometa, Trudeauom, o čovjeku kojeg je maloprije ubio. U tom trenutku Stuart preuzima kontrolu nad aerodromom. Unatoč svojim pokušajima, zbog prisutnosti novinarke Samanthe Coleman, McClane je izbačen iz tornja. Kako ulazi u lift s Colemanom, odaje joj tajnu o Stuartu, kojeg je i ona vidjela maloprije. McClane povezuje priču; Stuart je morao odstupiti sa svoje pozicije pod pritiskom Kongresa, zbog korupcije, i sada traži osvetu. McClane odlazi u kotlovnicu aerodoroma.
Trudeau i njegova ekipa kontaktiraju dolazeće avione kako neće moći sletiti (ne spominju kako su teroristi preuzeli aerodrom i kontrolu nad sustavom komunikacija i navigacije) te da će morati kružiti iznad aerodroma. Trudeauov šef komunikacija, Barnes, sa svojom ekipom odlazi do antene kako bi ručno uspostavio kontakt s avionima. Njegovu i Lorenzovu ekipu specijalaca napadaju Stuartovi ljudi. (Prije nego što je istjeran iz kontrolnog tornja, McClane je uspio čuti lokaciju antene). Stuart se osvećuje za smrt svojih ljudi rušenjem britanskog aviona, ubivši sve putnike i članove posade, unatoč McClaneovim očajničkim pokušajima da spriječi masovno ubojstvo.
McClane se vraća u kotlovnicu. Radnik u kotlovnici, Marvin, koji mu je prije pomogao da pronađe toranj s antenom, ima walkie-talkieje koji su ispali jednom od članova Stuartove ekipe. Preko radija McClane čuje kako se približava Esperanzin avion. (Esperanza je ubio ekipu koja ga je čuvala i sada drži avion pod kontrolom). McClane izlazi na pistu, i nakratko uspijeva uhvatiti Esperanzu, dok ne dolaze Stuartovi ljudi kako bi izvukli generala. McClane se skriva u kokpitu Esperanzina aviona. Stuart i njegovi ljudi počinju pucati iz svog oružja na avion, te ubacuju nekoliko granata unutra. McLane ulazi u pilotsku kabinu i izbacuje se zajedno s pilotovim sjedalom.
Na aerodrom stiže odred vojnih specijalaca. Njihov vođa, bojnik Grant je nekada služio sa Stuartom i tvrdi da zna njegovu taktiku. Barnes pretpostavlja da je Stuartova baza u blizini aerodroma. On i McClane pronalaze crkvu gdje se Stuart skriva. Nakon što je McClane ubio jednog čuvara, pojavljuje se Grant i počinje obračun. Stuart, njegovi ljudi, i Esperanza uspijevaju pobjeći na motorima za snijeg. McClane polazi za njima, ali uzeo je jednu pušku koja se pokazuje neučinkovitom. McClane provjerava pušku i shvaća da su u njoj - ćorci!
McClane se vraća na aerodrom i otkriva Lorenzu kako Grant i Stuart zapravo rade zajedno; za "ilustraciju" McClane počinje pucati iz svoje puške (još napunjene ćorcima) u Lorenza. Konačno uvjeren, Lorenzo mobilizira policiju da se približe hangaru u kojem se nalazi Boeing 747 koji je Stuart tražio kako bi pobjegao.
Međutim, igrom slučaja, Holly McClane se neočekivano se našla u istom avionu kao Richard Tonberg, novinar koji je izvrgnuo opasnosti nju i McClanea tijekom njihova zadnjeg susreta. Kako Thornberg nije postao ništa uspješniji u međuvremenu (zahvaljujući svojim prevatrenim izvještajima), Holly počinje uživati povlašteni status od strane posade nakon što su ovi čuli za njihov "odnos". Međutim, kad su putnici saznali za terorističke prijetnje, Holly i Thornberg shvaćaju kako nešto "ne štima"; Thornberg, slušajući razgovor u kontrolnom tornju, odlučuje napraviti javljanje uživo iz aviona. Gomilu u aerodromu hvata panika. Nakon izravnog javljanja iz aviona kojem je svjedočila, Holly omamljuje Thornberga omamljivačem koji je nosila starica do nje.
McClane pronalazi Samanthu Coleman ispred aerodroma. Uzima helikopter njene postaje i kreće za Stuartovim avionom, koji je spreman za polijetanje. Uspijeva skočiti na krilo i počinje okršaj s bojnikom Grantom. Nakon kratkog obračuna, Grant završava u jednom od motora aviona. Stuart dolazi na krilo i odbacuje McClanea s aviona. Padajući, McClane otvara poklopac za gorivo na motoru. Gledajući kako avion uzlijeće, uzima svoj upaljač kako bi zapalio gorivo, ali prije eksplozije kaže: "Yippee-ki-yay, motherfucker". Gorivo se zapaljuje i avion eksplodira, ubivši sve unutra. Osim toga, zapaljeno gorivo poslužuje kao svjetlo za slijetanje drugim avionima. McClane pronalazi Holly među putnicima. Nakon što je Lorenzo dao McClaneu božićni dar rasparavši kaznu za parkiranje, Marvin ih odvozi s aerodroma.

## Glumci
- Bruce Willis - poručnik John McClane
- Bonnie Bedelia - Holly Gennaro McClane
- William Sadler - pukovnik Stuart
- Dennis Franz - Carmine Lorenzo
- Franco Nero - general Ramon Esperanza
- John Amos - bojnik Grant
- Art Evans - Leslie Barnes

## Zarada
Umri muški 2 je najuspješniji od filmova iz serijala na američkom tržištu. Film je u prvom vikendu prikazivanja zaradio 21,744,661 dolar, a ukupno 117,540,947 dolara u Americi. U inozemstvu je zaradio 122 milijuna dolara, što znači 239,540,947 dolara ukupno. Bio je 7. najveći hit 1990.

## Zanimljivosti
- Oružja: John McClane, Carmine i bojnik Grant koriste Berettu 92F kalibra 9 mm. Teroristi koriste Heckler & Koch MP5 i MP5K kalibra 9 mm automatske puške, kao i Glock 17. Većina policije na aerodromu koristi Smith & Wesson pištolje. Carmineovi specijalci opremljeni su s Colt M16 puškama. Grantova postrojba ima M16A2 puške.
- Film nije sniman na aerodromu Dulles, nego na brojnim drugim lokacijama. Većina kadrova terminala snimljena je na LAX u Los Angelesu, a drugi na pistama drugih aerodroma, kao što je onaj u Denveru, koji je sada zatvoren. Razlog je bio to što su producenti trebali snimke na kojima pada snijeg, kojeg ima u Denveru. (Ironično, prema dodacima na DVD-u, Denver je te godine imao zimu s neuobičajeno malo snijega; bar u jednoj sceni, ekipa je morala dodavati umjetni snijeg, uključujući "snijeg" napravljen od obojenih pahuljica). Neke scene piste snimljene su na aerodromu u Kinrossu, Michigan.
- Putnici u avionu gledaju jednu od ranih epizoda  Simpsona, nazvanu "There's No Disgrace Like Home".
- U filmu se spominje Val Verde, izmišljena zemlja koju je studio Fox koristio i u drugim filmovima, kao što je Commando.
- U sceni u kojoj McClaneova žena, Holly, priča sa staricom do sebe, starica vadi omamljivač iz svoje torbice. Dok to radi, vidimo i časopis koji starica čita, a na njemu je poster filma Smrtonosno oružje.
- Kad se film prikazivao u kinu u Pretoriji, Južna Afrika, lagani avion postavljen je na krov lokalnog multiplexa kako bi promovirao film. Ovo se obilo o glavu jer je uzrokovalo nekoliko ozbiljnih prometnih nesreća.

## Vanjske poveznice
- Umri muški 2 u internetskoj bazi filmova IMDb-a
- "Die Hard 2" Clip  Arhivirana inačica izvorne stranice od 16. listopada 2007. (Wayback Machine) Plane crash scene